# 김영수 (조선귀족)
김영수(金英洙, 일본식 이름: 光山東源미쓰야마 도겐, 1880년 5월 19일 ~ 1943년 11월 20일)는 일제강점기의 조선귀족이다. 본관은 광산, 본적은 경성부 체부동이다. 남작 김영철의 장남이다.

## 생애
1914년 6월 10일 일본 정부로부터 남작 김영철(김영수의 아버지)의 사자(嗣子)로서 종5위에 서위되었으며 1915년 11월 10일 일본 정부로부터 다이쇼 대례 기념장을 받았다. 1923년 6월 30일 자신의 아버지였던 김영철이 받은 남작 작위를 승계받았으며 1928년 11월 16일 일본 정부로부터 쇼와 대례 기념장을 받았다.
1928년부터 1929년까지 조선총독부 중추원 조사과 촉탁으로 근무했고 1930년 1월 22일 창복회(昌福會)로부터 1월 교부금 150원을 받았다. 1939년 1월 조선유도연합회 평의원을 역임했으며 1940년 6월 동학연합회 준비위원회 위원장을 역임했다. 1940년 8월 31일 동학연합회 회장으로 서임되었으며 1940년 11월 일본 기원 2600년 축전에 초대받은 것을 계기로 일본 정부로부터 기원 2600년 축전 기념장을 받았다. 그의 작위는 아들 김용국이 습작했다.
친일파 708인 명단의 조선귀족 부문, 민족문제연구소의 친일인명사전 수록자 명단의 수작/습작 부문, 친일반민족행위진상규명위원회가 발표한 친일반민족행위 705인 명단에 포함되었다.

## 참고자료
- 친일반민족행위진상규명위원회 (2009). 〈김영수 (金英洙)〉. 《친일반민족행위진상규명 보고서 Ⅳ-3》. 서울. 441~448쪽.